# Días Extraños (banda)
Días Extraños, anteriormente llamado Algunos Hombres Buenos, fue un grupo español, cuyo estilo de música se encuadra dentro del pop rock. Sus influencias musicales están marcadas por grupos del panorama rock y pop-rock español de los años 80 y 90 (Los Secretos, Los Rodríguez, Platero y tú, Barricada, Extremoduro...), matizados con otros estilos derivados de los gustos y trayectoria musical de sus componentes.

## Historia del grupo

### Origen y componentes
El grupo se formó en Madrid en 2004 a partir del reencuentro de cuatro amigos procedentes de Cantabria, todos con trayectorias musicales en otras bandas a sus espaldas.
- Carlos García (n.  Santander, 1978) es el cantante del grupo y guitarra acompañante. Comienza sus estudios de solfeo y piano a la corta edad de 9 años en uno de los conservatorios de  Santander. A los 14 se hace con una guitarra eléctrica y un amplificador de segunda mano y al año siguiente forma su primera banda de rock ("Perro Kimbal"), con la que empieza a componer. También toca en bandas de la escena punk-rock santanderina de mediados de los 90 ("Kioko", "Los Kagaos" y "Venus in furs"). Más tarde, es reclutado como teclista y percusionista por la aclamada banda de  reggae roots "Super Ape", de gran reconocimiento en la escena reggae estatal. Forma también parte del trío vocal y armónico "The Nortones" (reggae). La interpretación, su otra pasión, lo lleva a Madrid en 2001 para seguir formándose como actor y allí coincide con Mario de Inocencio, con quien comparte piso. Juntos forman una banda de punk ("DGNR"), en la que Carlos es el guitarra, a la vez que crea un grupo reggae ("Macka Fat") y sigue militando en bandas cántabras de este último estilo ("BDF", "Lone Ark"). Cansado de estar en varios proyectos a la vez, decide, de acuerdo con Mario, centrarse en uno solo y crear un grupo de rock.

- Mario de Inocencio (n. Liencres, Cantabria, 1979) es el guitarra solista y hace los coros. Al igual que Carlos, a los 9 años empieza a estudiar lenguaje musical y piano como instrumento principal. Ya a los 13 años empieza a tocar la guitarra para dedicarse únicamente a este instrumento, después de dejar el piano a los 15 años. En 1998 viaja a Madrid a estudiar Biología y forma su primera banda ("Buzzstation"), en la que desarrolla la música que surge a raíz de sus influencias musicales anglosajonas. Al año siguiente se traslada a Miami para terminar su formación en Biología Marina, y coincide allí con músicos de una onda más latina. A su regreso en 2001, decidido a seguir profesionalmente en la senda de la música, retoma "Buzzstation" y autoedita dos discos. Al reencontrarse con Carlos en Madrid en 2002, ambos deciden formar, junto con otros dos músicos, la banda de punk "DGNR", en la que Mario es el batería y también ejerce de productor y arreglista, autoeditando dos maquetas. Apoya esta faceta suya con estudios en Técnico Superior de Sonido y Máster en Producción Musical. En esta época, conoce a Txete Segura en un festival de música. Hacia 2004, el grupo empieza a flaquear y se plantean crear una banda de rock en la que Carlos sería el vocalista y Mario el guitarrista, pero para la que necesitan un bajo y un batería.

- Agus Ruiz (n.  Santander, 1979) es el bajista. Coincide con Txete en el instituto y forman su primera banda ("Pelillos a la mar"), con un sonido heavy, en la que toca la guitarra y con la que empiezan a dar algunos conciertos en garitos de la capital. Comparten local de ensayo con la primera banda de Carlos, con quien traba amistad. Esa amistad se consolida luego al tocar juntos en "Venus in furs" y también al coincidir en la Escuela de Arte Dramático de Santander. Se traslada más tarde a Londres para continuar su formación como actor y, aunque se separa temporalmente de la música de manera activa, regresa empapado de las influencias británicas. De vuelta a España, se instala en Madrid, donde coincide nuevamente con Carlos y con Mario, que le proponen entrar en su nuevo proyecto musical.

- Txete Segura (n. Madrid, 1980) es el batería. Empezó a tocar la batería a los 15 años en  Santander de forma autodidacta, tras formar un grupo ("Pelillos a la mar") con su compañero de instituto Agus. Dos años después, disuelto el grupo, pierden el contacto y se traslada a Bilbao, donde comienza a estudiar a fondo su instrumento y a trabajar, tanto en estudio como en directo, con orquestas de baile, pasacalles, grupos y artistas de diversos estilos. Inicia así una carrera ininterrumpida como músico profesional que le llevará cinco años más tarde a Madrid, donde además compagina todo esto con su actividad como docente. En Madrid se cruza de forma casual con Mario, también amigo de Carlos y Agus, y esta coincidencia da pie a un reencuentro que les lleva a realizar un nuevo proyecto en común.

Nace así Días Extraños, que consigue cierta notoriedad en el circuito madrileño de salas y llega a ser telonero de El Canto del Loco en "La Riviera" (23 de noviembre de 2005). Después de componer intensamente y buscar  compañía, su oportunidad llega de la mano de Melendi y el sello Blue Donkey Music/EMI, que se fija en ellos y les propone un contrato discográfico.

### Cambio de nombre
Tras componer nuevo material, deciden cambiarse el nombre por el de Algunos Hombres Buenos y reorientar su estilo hacia el pop-rock. AHB saca su primer y único disco al mercado en abril de 2007, del que vende 10.000 copias. La banda realiza una intensa gira por toda la geografía nacional, con más de 50 conciertos, compartiendo escenario con artistas de la talla de Melendi, El Canto del Loco, Nena Daconte, Pignoise o La Quinta Estación. Al año siguiente recibe el premio al Grupo Revelación de manos de la emisora Punto Radio en La Rioja.

### Segunda etapa deDías Extraños
A finales de 2008, la banda decide empezar otra vez de cero y regresar de alguna forma a sus orígenes, con un sonido más roquero y de nuevo bajo el nombre de Días Extraños. Rompe con su anterior discográfica y su primer disco Si te vuelvo a ver se presenta en junio de 2009 bajo el sello independiente Miedito Records, con Mario de Inocencio como productor.
En julio de 2010, la banda comunica oficialmente su separación.

## Discografía
- Si te vuelvo a ver (2009)

Canciones: 1. «Si te vuelvo a ver» (Letra: C. García, A. Ruiz; Música: C. García, M. de Inocencio) / 2. «Fuego» (Letra: C. García; Música: C. García, M. de Inocencio) / 3. «Neverland» (Letra: C. García; Música: C. García, M. de Inocencio) / 4. «Nadia» (Letra: C. García; Música: C. García, M. de Inocencio) / 5. «Por la locura» (Letra: C. García; Música: C. García, M. de Inocencio) / 6. «Un poco mejor» (Letra y música: M. de Inocencio) / 7. «El temporal» (Letra: C. García; Música: C. García, M. de Inocencio) / 8. «Un trato» (Letra: M. de Inocencio, C. García; Música: M. de Inocencio) / 9. «Chica de Conil» (Letra: C. García; Música: C. García, M. de Inocencio) / 10. «A tu lado» (Letra: C. García; Música: C. García, M. de Inocencio) / 11. «Gracias» (Letra: C. García; Música: C. García, M. de Inocencio) / 12. «Isla Lagartija» (Letra: C. García, A. Ruiz; Música: C. García, M. de Inocencio) / «Donde muere el escenario» (Pista oculta) / 13. «Quiero volver» (Bonus track).
Videoclip: «Si te vuelvo a ver»
- Algunos hombres buenos (2007)

Canciones: 1. «Calcamonía» / 2. «Tantas veces» / 3. «Lobo solitario» / 4. «Salta» / 5. «A veces vuelo» / 6. «La cuneta de tu voz» / 7. «Canciones» / 8. «Me enfado y no respiro» / 9. «La melodía es el dolor» / 10. «Algunos hombres buenos» / 11. «Poeta urbano».
Videoclips: «Calcamonía» y «Salta».
- Días Extraños (2006). Maqueta.

Canciones: 1. «Isla Lagartija» / 2. «A tu lado» / 3. «El país de los fracasos» / 4. «Echo a volar» / 5. «Poeta urbano» / 6. «Mi canción» / 7. «Surf, chicas y rock and roll» ( versión de  Melopea) / 8. «Érase una vez» / 9. «Mamasona» / 10. «Sin retorno» / «Octubre» (Pista oculta).
- Datos: Q5815905